# Pietro Marcenaro
Pietro Marcenaro (Genova, 2 giugno 1946) è un politico e sindacalista italiano.

## Biografia
Ha conseguito la maturità classica e nel '68 è stato fra i leader più rappresentativi del movimento studentesco, dopo di che, nel 1975 si è trasferito a Torino, per lavorare in un'azienda dell'indotto FIAT. 
«È considerato l’erede di Vittorio Foa, padre nobile della sinistra. Di Foa è allievo e amico fin dai tempi della costituzione del Partito Socialista Italiano di Unità Proletaria (PSIUP). Insieme a Foa ha scritto il suo libro più importante: Riprendere tempo (Einaudi 1982)».
Si è iscritto al PCI nel 1989. È stato segretario regionale della FIOM e della CGIL del Piemonte. Dopo di che, entra in politica per ricoprire il ruolo di segretario regionale dei DS.
Nel 2005 era stato inizialmente designato come candidato presidente del centrosinistra della regione Piemonte. È stato poi scartato, per malumori interni alla coalizione, quando aveva già iniziato la campagna elettorale. Al suo posto è stata scelta Mercedes Bresso, che ha poi sconfitto Enzo Ghigo, il presidente uscente.
L'11 aprile 2006 è stato eletto, in rappresentanza dell'Ulivo, alla Camera dei deputati, col sistema proporzionale nella circoscrizione Piemonte 1. Al termine della legislatura, nell'aprile 2008, viene eletto al Senato con il PD. Conclude il proprio mandato parlamentare nel 2013.

## Incarichi istituzionali nella XV Legislatura
- Comitato di Presidenza del gruppo parlamentare Partito democratico - l'Ulivo
- III Commissione Affari Esteri e Comunitari della Camera dei deputati
- Presidente del Comitato Permanente sui Diritti Umani (III Commissione)
- Vicepresidente della delegazione parlamentare all'Assemblea dell'Unione Europea Occidentale (UEO) e membro del Comitato di Presidenza allargato
- Commissione Difesa dell'UEO
- Delegazione Parlamentare all'Assemblea del Consiglio d'Europa (CdE)
- Commissione Affari Legali e Diritti umani e Sottocommissione Diritti delle Minoranze
- Commissione Affari Politici
- Sottocommissione Relazioni Esterne
- Membro del Bureau del Gruppo Socialista del CdE e della UEO
- Comitato parlamentare di Controllo sull'attuazione dell'accordo di Schengen